# پیرجوار
پیرجوار یک روستا در ایران است که در دهستان گرده واقع شده‌است. پیرجوار ۲۸ نفر جمعیت دارد.